# Aylmer Bourke Lambert

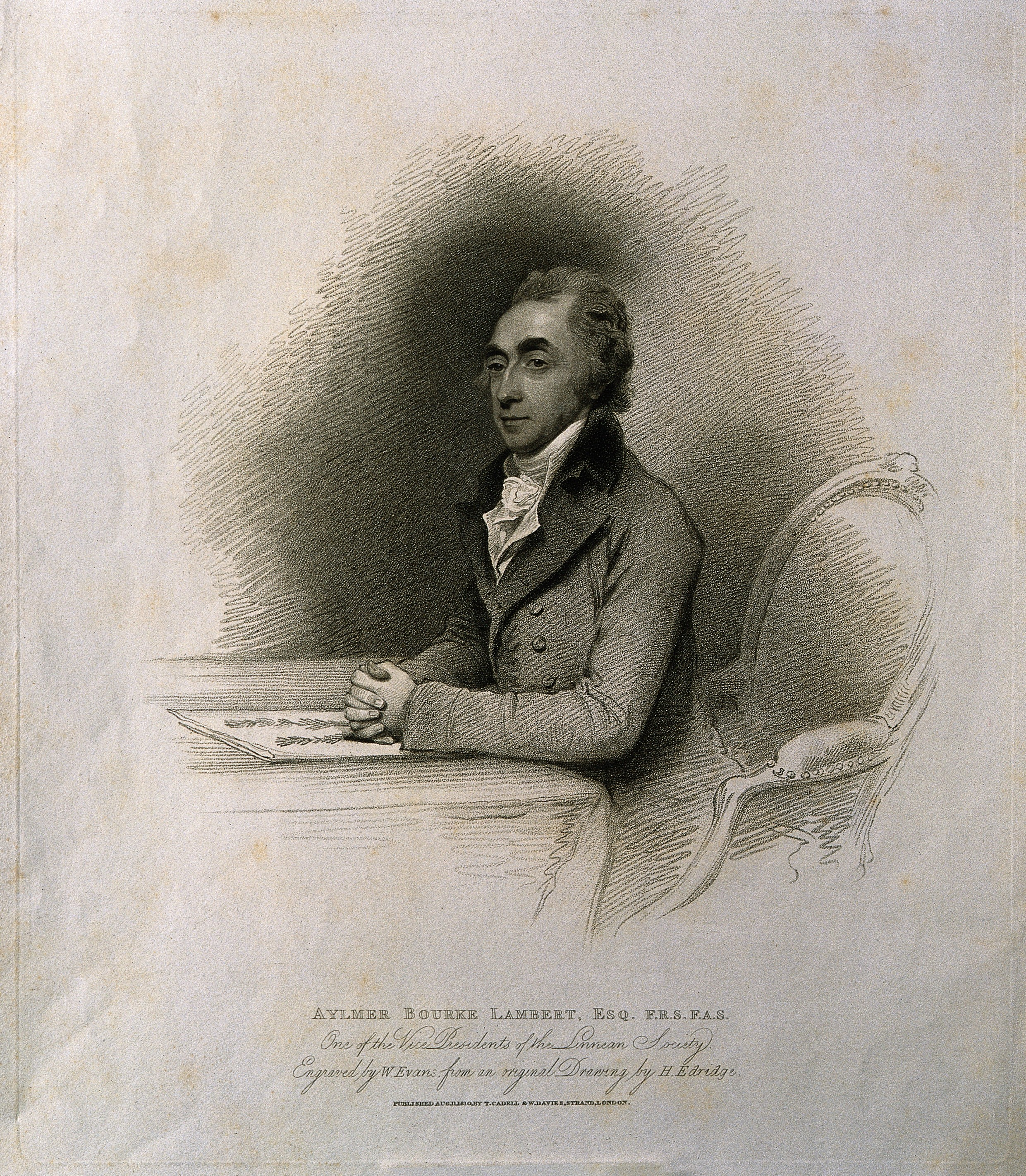
Aylmer Bourke Lambert, 1810

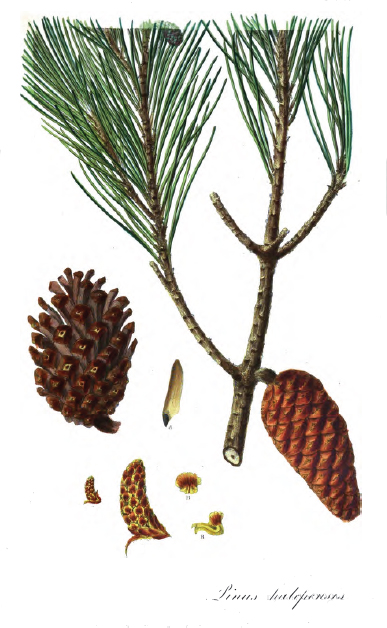
Pinus halepensis
z dzieła
„Opis rodzaju Pinus”

Aylmer Bourke Lambert (ur. 2 lutego 1761, zm. 10 stycznia 1842) – brytyjski botanik, jeden z pierwszych członków Towarzystwa Linneuszowskiego.

## Wczesne lata
Aylmer Bourke Lambert urodził się w Bath w Anglii 2 lutego 1761 jako syn Edmunda Lamberta z Boyton House i Bridget Bourke, córki ósmego wicehrabiego Mayo. Matka Lamberta zmarła w 1773 roku, w tym samym roku, w którym rozpoczął szkołę, odziedziczył majątki na Jamajce i Irlandii. Lambert poszedł do Newcome's School dla synów dżentelmenów w Hackney, a następnie przez trzy lata uczęszczał na Uniwersytet Oksfordzki.

## Dzieła
Najbardziej znany jest ze swojej pracy „Opis rodzaju Pinus”, wydanej w kilku częściach w latach 1803–1824, bogato ilustrowanego tomu folio, w, którym wyszczególniono wszystkie znane wówczas drzewa iglaste. Druga edycja folio została wydana w latach 1828–1837, a trzecia, mniejsza (octavo) w 1832 roku. Poszczególne książki, nawet z tego samego wydania, często bardzo się od siebie różnią, co powoduje problemy, gdy ilustracje zostały użyte jako wzorce do uporządkowania stosowania nazw. Pełny opis historii publikacji znajduje się w: Renkema, HW & Ardagh, J. (1930). Aylmer Bourke Lambert i jego „Opis rodzaju Pinus”. Journal of the Linnean Society of London - Botany 48: 439–466.
Wiele nowych drzew iglastych odkrytych przez Davida Douglasa i innych, w tym sekwoja wieczniezielona, zostało opisanych po raz pierwszy w książkach Lamberta; kilka z nich zostało faktycznie opisanych przez współpracujących autorów, w szczególności Davida Dona, który uwzględnił ich pracę w książce Lamberta.

## Herbarium
Lambert nabył wiele znaczących kolekcji zielnikowych, w tym Johanna Reinholda Forstera, Archibalda Menziesa i Henry’ego de Ponthieu. Zgromadził także dużą kolekcję okazów i rysunków z Australii w epoce bezpośrednio po przybyciu Pierwszej Floty. Okazy do kolekcji przekazywali gubernator Arthur Phillip, naczelny lekarz John White, pułkownik William Paterson, major Robert Ross, major Francis Grose i Philip Gidley King.
Kolekcja Lamberta, obejmująca 50 000 zachowanych okazów roślin wraz z obszerną biblioteką, była przedmiotem badań autorów i botaników, w tym Roberta Browna, De Candolle’a, Martiusa, George’a Dona i Davida Dona. Po jego śmierci została sprzedana na aukcji w 317 partiach, a okazy można znaleźć w kolekcjach botanicznych na całym świecie.

## Towarzystwo Linneuszowskie
Lambert był jednym z założycieli Towarzystwa Linneuszowskiego w 1788. W 1796 Lambert został mianowany przez Jamesa Edwarda Smitha jednym z czterech wiceprzewodniczących Towarzystwa Linneuszowskiego w Londynie. Funkcję tę piastował aż do śmierci w 1842.

## Royal Society
W 1791 Lambert został wybrany do Royal Society of London for Improving Natural Knowledge, a Joseph Banks uczynił go członkiem Rady w 1810.
„Był przyjacielem i korespondentem Sir Josepha Banksa i bardzo interesował się odkryciami botanicznymi i zoologicznymi dokonywanymi w Nowej Holandii pod koniec XVIII i na początku XIX wieku, gdy okazy były przenoszone z powrotem do Londynu, zarówno żywe, jak i martwe, a także jako nasiona lub rysunki. Lambert skompletował kolekcję z okazów i rysunków generała Johna White’a przywiezionych z Sydney do Londynu w 1795 r.”

## Odznaczenia i upamiętnienia
Lambert jest uhonorowany naukową nazwą sosny Lamberta ( Pinus lambertiana), rodzaju Lambertia i chwostki rudoskrzydłej (Malurus lamberti). Standardowy skrót autora botanicznego Lamb. jest zapisywany przy gatunkach, które opisał.